# 가와사키 닌자 400
가와사키 닌자 400(영어: Kawasaki Ninja 400)은 가와사키 중공업에서 닌자 300의 후속 모델로 소개한 399cc 닌자 시리즈 스포츠 바이크이다.

## 같이 보기
- 가와사키 닌자
- 야마하 R3
- KTM 390